# Пузырёв, Сергей Михайлович
Сергей Михайлович Пузырёв (1912—1943) — советский военнослужащий. Участник Советско-финской и Великой Отечественной войн. Герой Советского Союза (1943). Красноармеец.

## Биография
Сергей Михайлович Пузырёв родился в 1912 году в деревне Загнилецкий Хутор Кромского уезда Орловской губернии Российской империи (ныне деревня Кромского района Орловской области Российской Федерации) в крестьянской семье. Русский. Окончил начальную школу. Работал в единоличном крестьянском хозяйстве. С началом коллективизации одним из первых вступил в организованную в деревне сельскохозяйственную артель. В 1938—1940 годах служил в Рабоче-крестьянской Красной Армии. Участвовал в Советско-финской войне. Был ранен. После демобилизации в сентябре 1940 года вернулся в родную деревню. Начал работать в колхозе, но в 1941 году ещё до начала Великой Отечественной войны по частичной мобилизации Кромским районным военкоматом Орловской области вновь был призван на военную службу.
В боях с немецко-фашистскими захватчиками красноармеец С. М. Пузырёв с сентября 1941 года. Воевал на Юго-Западном фронте. Был дважды ранен. Не позднее марта 1943 года Сергей Михайлович в составе 496-й отдельной разведывательной роты 236-й стрелковой дивизии 46-й армии Северо-Кавказского фронта. Принимал участие в Северо-Кавказской наступательной операции Битвы за Кавказ. Затем в составе своего подразделения сражался на Юго-Западном фронте в ходе Донбасской операции. В сентябре 1943 года 236-я стрелковая дивизия была передана Степному фронту и участвовала в Полтавско-Кременчугской операции Битвы за Днепр. Красноармеец С. М. Пузырёв особо отличился при форсировании Днепра и в боях за плацдарм на правом берегу реки, получивший название Аульского.
24 сентября 1943 года подразделения 236-й стрелковой дивизии вышли к Днепру в районе села Паньковка Петриковского района Днепропетровской области Украинской ССР и начали подготовку к форсированию Днепра. Разведвзвод лейтенанта С. П. Шпаковского получил приказ скрытно переправиться через Днепр и произвести разведку немецкой обороны в районе предполагаемой переправы. Задача по захвату плацдарма на правом берегу Днепра перед группой разведчиков первоначально не ставилась, но командующий Степным фронтом генерал армии И. С. Конев торопил с форсированием реки, и в последний момент уже сформированная лейтенантом Шпаковским группа получила задачу по возможности закрепиться за Днепром. Около часа ночи на двух рыбацких лодках группа из двадцати разведчиков, в числе которых был и красноармеец С. М. Пузырёв, скрытно высадилась на правом берегу у села Сошиновка Верхнеднепровского района Днепропетровской области. Немцы в месте высадки имели подавляющее численное преимущество: в прибрежных траншеях размещалось до батальона вражеской пехоты, а немецкий гарнизон в соседнем селе Аулы насчитывал до 800 человек, а также несколько приданных ему для усиления танков. Однако атака разведчиков была настолько неожиданной, что противник был обращен в паническое бегство. При захвате немецких траншей в рукопашной схватке красноармеец С. М. Пузырёв проявил образцы отваги и геройства, уничтожив при этом пять солдат неприятеля. Воспользовавшись беспорядочным отступлением противника, группа разведчиков углубилась в его оборонительные порядки, и ударами с тыла уничтожала вражеские узлы сопротивления и огневые средства. В результате действий группы разведчиков немецкий батальон потерял управление и был полностью рассеян и частично уничтожен, а бойцы Шпаковского овладели селом Сошиновка. Успешные действия разведчиков позволили переправиться на правый берег Днепра первым штурмовым отрядам дивизии. С утра противник перегруппировался, и подтянув дополнительные резервы, попытался ликвидировать захваченный советскими подразделениями плацдарм, уже достигавший до 1 километра по фронту и до 700 метров в глубину. В течение 26 сентября 1943 года красноармеец С. М. Пузырёв в составе своей группы героически отражал контратаки превосходящих сил противника. Небольшая полоска берега была удержана и на неё в ночь на 27 сентября 1943 года переправились основные силы дивизии.
В последующие дни боёв на плацдарме Сергей Михайлович неоднократно производил разведку переднего края неприятеля. Добываемые им разведданные позволяли командованию проводить эффективные операции по расширению плацдарма, нанося удары по самым уязвимым участкам обороны противника. 2 октября 1943 года немцы предприняли попытку прорваться к понтонной переправе, сооружённой советскими сапёрами в районе села Сошиновка. При обороне переправы красноармеец С. М. Пузырёв был тяжело ранен в грудь. Его эвакуировали на левый берег Днепра и доставили в 492-й хирургический подвижной полевой госпиталь, располагавшийся в селе Петриковка Днепропетровской области, но спасти его врачам не удалось. 12 октября 1943 года вследствие развившегося пиоторакса Сергей Михайлович скончался. За успешное форсирование реки Днепр, прочное закрепление плацдарма на западном берегу реки Днепр и проявленные при этом отвагу и геройство указом Президиума Верховного Совета СССР от 1 ноября 1943 года красноармейцу Пузырёву Сергею Михайловичу было присвоено звание Героя Светского Союза.
Похоронен С. М. Пузырёв в братской могиле советских воинов в посёлке городского типа Петриковка Днепропетровской области.

## Награды
- Медаль «Золотая Звезда» (01.11.1943);
- орден Ленина (01.11.1943);
- орден Красной Звезды (09.10.1943).

## Память
Имя Героя Советского Союза С. М. Пузырёва носит Вожовская средняя общеобразовательная школа в селе Вожово Кромского района Орловской области.

## Документы
- Общедоступный электронный банк документов «Подвиг Народа в Великой Отечественной войне 1941—1945 гг.» Дата обращения: 5 июля 2013. Архивировано из оригинала 13 марта 2012 года.

Представление к званию Героя Советского Союза и указ ПВС СССР о присвоении звания. Дата обращения: 5 июля 2013. Архивировано 10 июля 2013 года.
Орден Красной Звезды (наградной лист и приказ о награждении). Дата обращения: 5 июля 2013. Архивировано 10 июля 2013 года.
- Обобщённый банк данных «Мемориал». Дата обращения: 5 июля 2013. Архивировано из оригинала 10 мая 2012 года.

ЦАМО, ф. 58, оп. 18001, д. 1204.
ЦАМО, ф. 58, оп. 18001, д. 1237.
ЦАМО, ф. 58, оп. 18001, д. 940.
ЦАМО, ф. 58, оп. А-83627, д. 1449.
Информация из списка захоронения ЗУ380-04-652.
Учётная карточка захоронения ЗУ380-04-652.
Схема захоронения ЗУ380-04-652.